# Foolstrip
Foolstrip és una editorial francesa de còmics digitals. Fundada el setembre de 2007, fou pionera en vendre còmics digitals a França. Els còmics els publica a un lloc web, on l'accés és gratuït. Una part de les vendes provenen de les edicions en paper dels còmics.